# Mary Turner Shaw

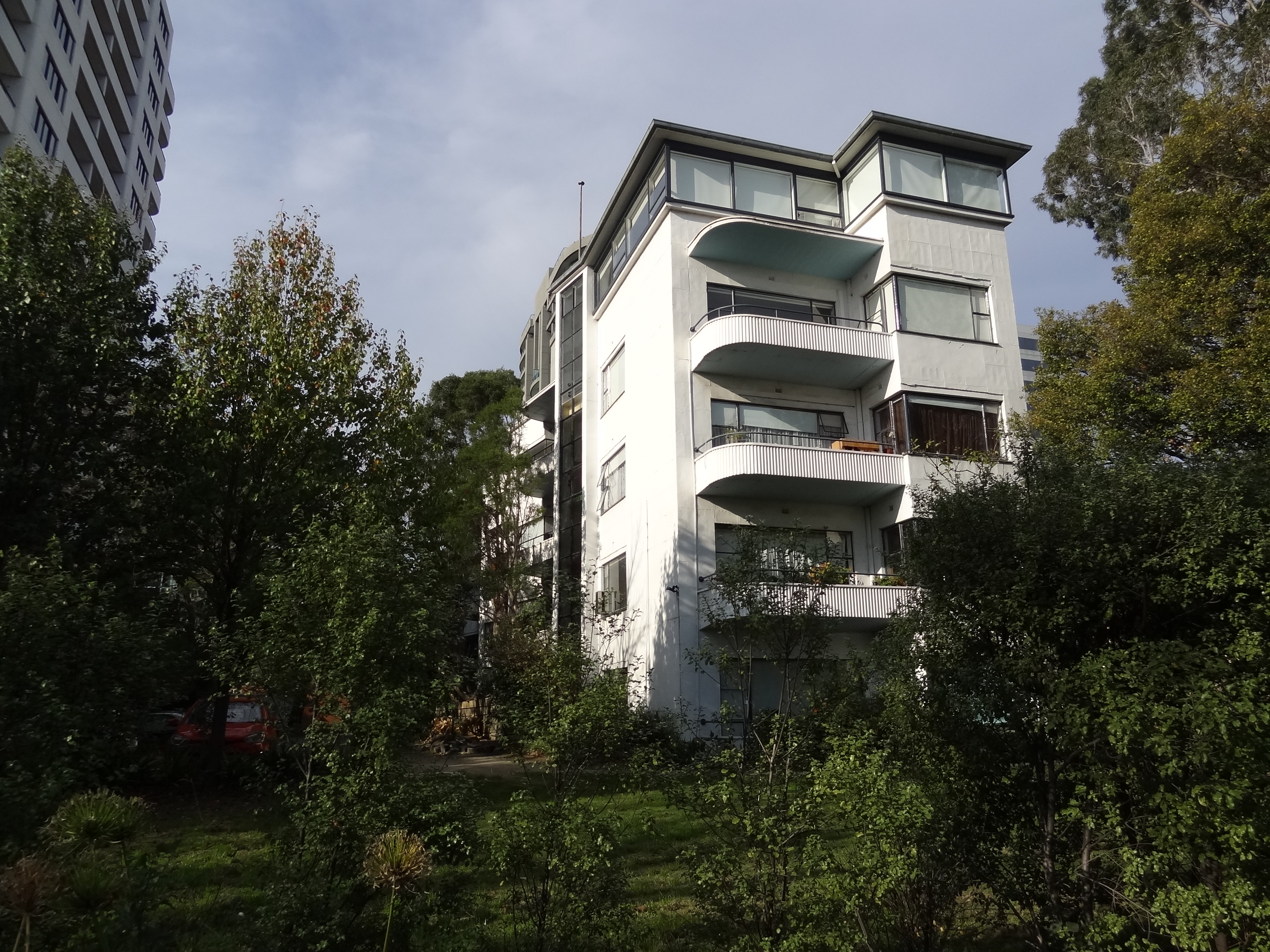
Newburn Flats

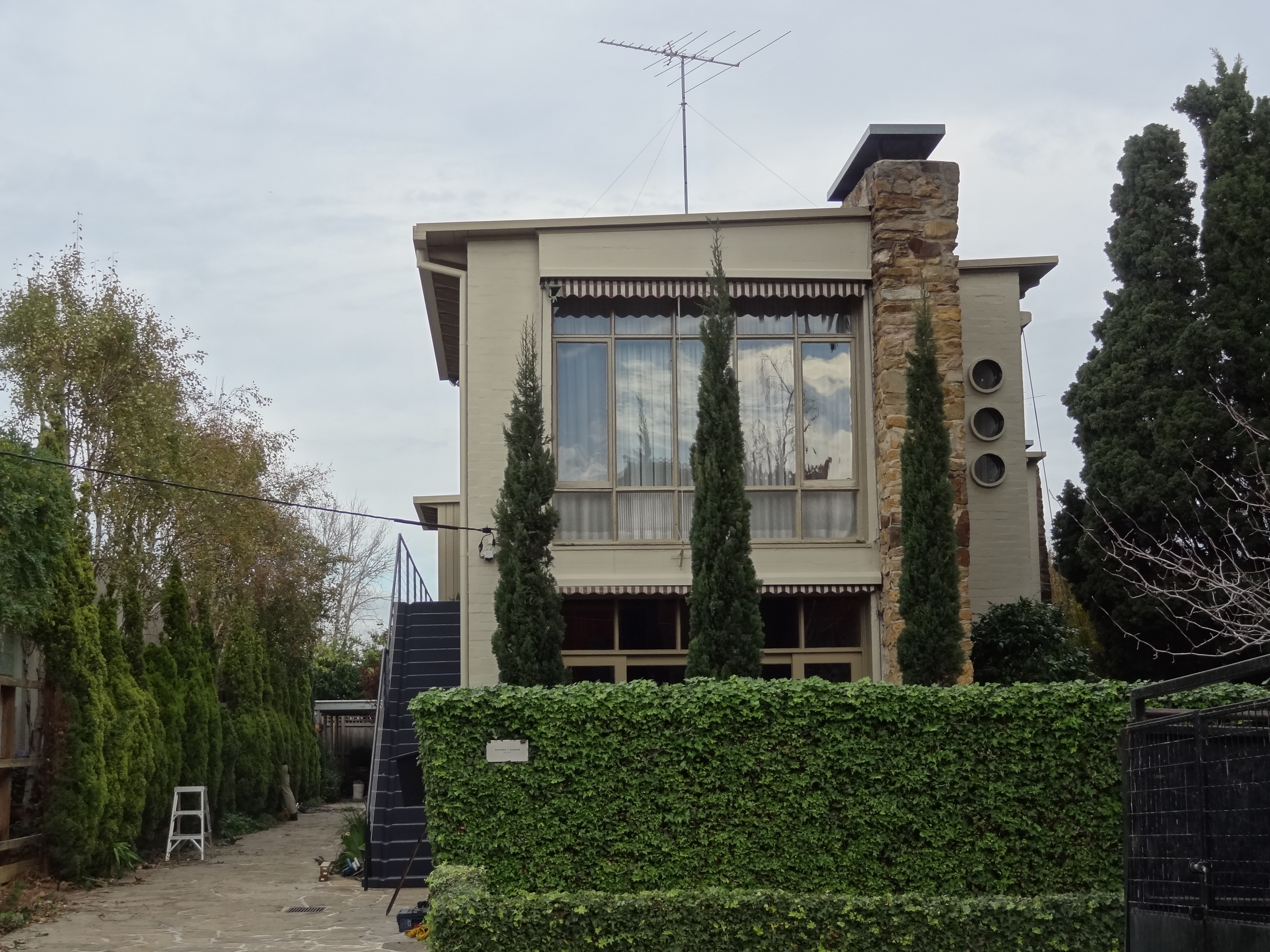
Glenunga Flats

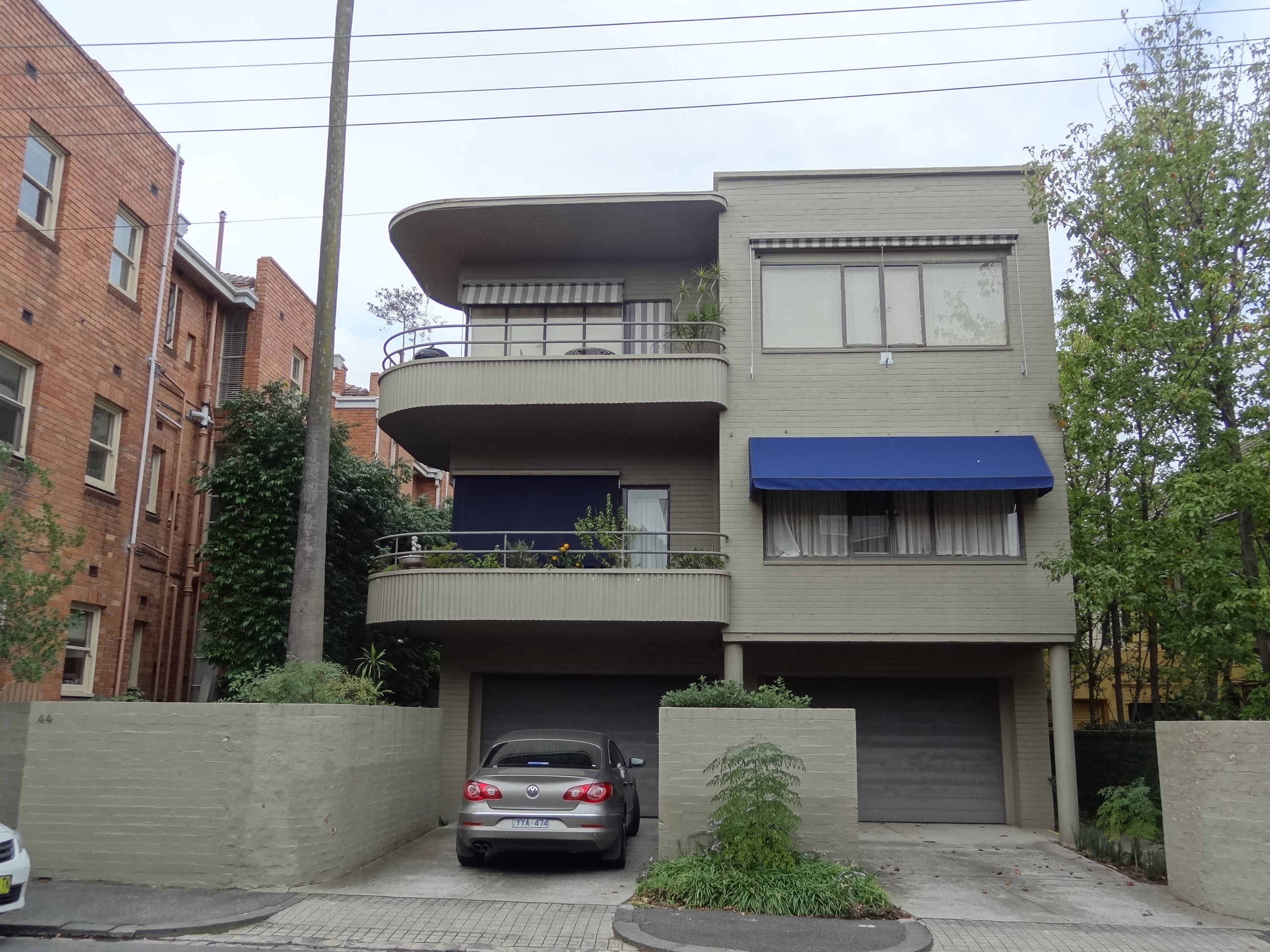
Yarrabee Flats

Mary Turner (Mollie) Shaw (Caulfield, Melbourne, 14 de enero de 1906 – Santa Kilda, Melbourne, 23 de abril de 1990) fue una arquitecta e historiadora australiana. Abarcó diversos ámbitos, es conocida como diseñadora (especialista en diseño de cocinas), administradora de proyectos públicos y privados, historiadora y, además, fue pionera en compilar una colección sobre libros de arquitectura, o en escribir sobre temas de degradación ambiental.

## Biografía
Fue la menor de los cuatro hijos del matrimonio formado por Thomas Turner Shaw (cuyo padre y abuelo fueron respectivamente Thomas Shaw junior (1827-1907)  y  Thomas Shaw (1800–1865); destacadas figuras en la historia del desarrollo industrial de la lana fina en Australia), de profesión ganadero y su esposa Agnes May (Hopkins de soltera), de nacionalidad inglesa.
Mollie vivió su infancia en una gran casa en Wooriwyrite, en el Monte Emu Creek cerca de Mortlake, Victoria. Su primera educación la recibió de la mano de su institutriz en su propio hogar, pero en 1916 comenzó a estudiar, como interna, en la Clyde School, al este de Santa Kilda, donde pronto destacó en prácticamente en todos los ámbitos, aunque la institución no tenía formación en ciencias, y la biblioteca con la que contaba era más reducida que la biblioteca familiar de Wooriwyrite, lo cual le ocasionaría problemas para poder acceder más tarde a la universidad.
La venta de la casa familiar de Wooriwyrite en 1922 fue un duro golpe para Mollie, lo cual coincidió con el traslado de la familia a  Seaside, Beaumaris, un suburbio en la costa sureste de la ciudad de Melbourne, mientras que Mollie se trasladó con su madre a Londres donde ingresó en el Lady Margaret Hall College (LMH), que fue el primer colegio universitario para mujeres de la Universidad de Oxford, había sido fundado en 1878  y los hombres no tuvieron acceso a él hasta 1979. Mollie decidió intentar entrar en la Universidad de Oxford, cosa que logró en octubre de 1924, tras superar los exámenes de ingreso; pero debido a la situación familiar tuvo que regresar a Australia un año después de comenzar sus estudios.
Decidida seguir estudiando Shaw asistió desde 1932, a clases nocturnas en el Working Men’s College y, en 1935 se inscribió al Taller de Arquitectura de la Universidad de Melbourne (University of Melbourne Architectural Atelier), decantándose de este modo por una profesión que en ese momento era dominada por hombres.
Entre 1921 y 1937 Shaw se incorporó a trabajar en  Stephenson and Meldrum, posteriormente Stephenson and Turner, una firma de arquitectura pionera del Movimiento Moderno en Australia, que estaba especializada en grandes proyectos, principalmente hospitales.
En 1937 es admitida en el Royal Victorian Institute of Architects (RVIA). Durante un periodo de tiempo (de 1937 a 1939) viajó a Europa trabajando en  Londres, donde entró en contacto con obras destacadas de la arquitectura moderna de Europa como las de Alvar Aalto o Willem Marinus Dudok. A su regreso a Australia se asoció, entre 1939 y 1941, con Frederick Romberg (1913–1922), arquitecto alemán (nacido en Tsingtao, China, durante la ocupación alemana de 1891 a 1914), formado en el Instituto Federal de Tecnología de Zürich (ETH-Zürich), emigrado en Australia desde 1938; fundando la firma Romberg & Shaw. Durante este período Shaw fue jefa de diseño del proyecto más destacado de la firma: Newburn Flats (en Queens Road, Melbourne, 1941), el cual destaca por su estética innovadora, y que fue considerado el primer edificio residencial en Australia que utilizó la técnica del concreto visto como acabado, en lugar del tradicional ladrillo con estuco. A pesar de haber sufrido alteraciones y modificaciones por parte de los habitantes (la azotea fue sustituida por un penthouse en 1950 y fue subdividido en 1970), mantiene su estructura y su configuración original y en buen estado.
En 1942 trabajó para el gobierno de la Commonwealth, trabajando para el Departamento de Obras Públicas, convirtiéndose en la primera mujer arquitecta empleada por esta institución.
Más tarde trabajó para Bates Smart & McCutcheon (1950-51, 1956-68), que era la segunda firma de arquitectos más antigua de Australia (fundada en 1853), donde se convirtió en el oficial de información técnica de la firma, desempeñando el cargo de Jefa de Tecnología, dentro de este cargo recolectó y organizó carpetas técnicas, archivó planos y dibujos, convirtiéndose probablemente en la primera bibliotecaria de arquitectura.
En 1965 fue elegida miembro honorario de la RVIA, institución que en el año 1968 quedó integrada en el Instituto Real de Arquitectos Australianos (actualmente Instituto de Arquitectos Australianos, AIA).
Se retiró de su trabajo como arquitecta en el año 1968, dejando el diseño y la construcción, pero realizando consultorías y organizando información sobre arquitectura australiana.
Es en este momento, y cuando Mollie ya contaba con 60 años, cuando se decide a dedicarse de lleno a otra de sus pasiones, la historia. Estudió a escritoras australianas  como Margaret Kiddle (1914 – 1958), historiadora e investigadora y Marnie Bassett (1889 – 1980), historiadora, biógrafa y pionera en el campo de la historia conocido como “Historia de las mujeres” (Women’s history).
Inicia también su carrera como escritora publicando On Mount Emu Creek (1969), un texto sobre la historia de una Estación de Ovejas Victoriana del siglo XIX. Posteriormente publicó el libro “Constructores de Melbourne: Los Cockrams y sus comtemporáneos” (1972). Además trabajó en la elaboración de seis artículos para el Diccionario Australiano de la Biografía (Australian Dictionary of Biography), incluyendo los artículos sobre los constructores Thomas Cockram padre (1831 – 1912) y Thomas Cockram hijo (1860 – 1920), entre otros.
Pero de todas sus publicaciones la más destacada es Yancannia Creek (1987), consistente en una compilación sobre una propiedad al oeste del río Darling, que había pertenecido, en parte,  su abuelo a partir de 1887. En el libro Shaw narra la historia de cambio y progreso de un territorio, introduciendo temáticas como la degradación ambiental, dejando patente su preocupación por la deforestación, el agua, la erosión del suelo y la desaparición e introducción de nuevas especies, entre otras.
Shaw era defensora de vivir en armonía con el medio ambiente. Además apoyó el Fondo Nacional de Australia, la Biblioteca Estatal de Victoria, la National Gallery Society of Victoria y la Sociedad Real de Historiadores de Victoria.